# Pixel Fold
Le Pixel Fold est le smartphone pliable conçu, développé et commercialisé par Google. Il appartient à la gamme de produits Google Pixel. Officiellement annoncé le 10 mai 2023 lors de la keynote annuelle de Google I/O, il sort aux États-Unis le 28 juin.

## Historique
En mai 2019, Mario Queiroz, alors responsable des produits Pixel, révèle qu'un smartphone pliable était en cours de développement au sein de la division matérielle de Google.
En août 2020, un Pixel pliable fonctionnant sous Android est en développement actif, avec le nom de code « Passport » et une date de lancement prévue fin 2021.
En mai 2023, Google annonce que le Pixel Fold ne sera pas vendu en France.
En octobre 2023, un nouveau Google Pixel pliable est repéré dans le code mise à jour de l’application des Pixel Buds. Le nom de code est « Comet »,. 

## Caractéristiques

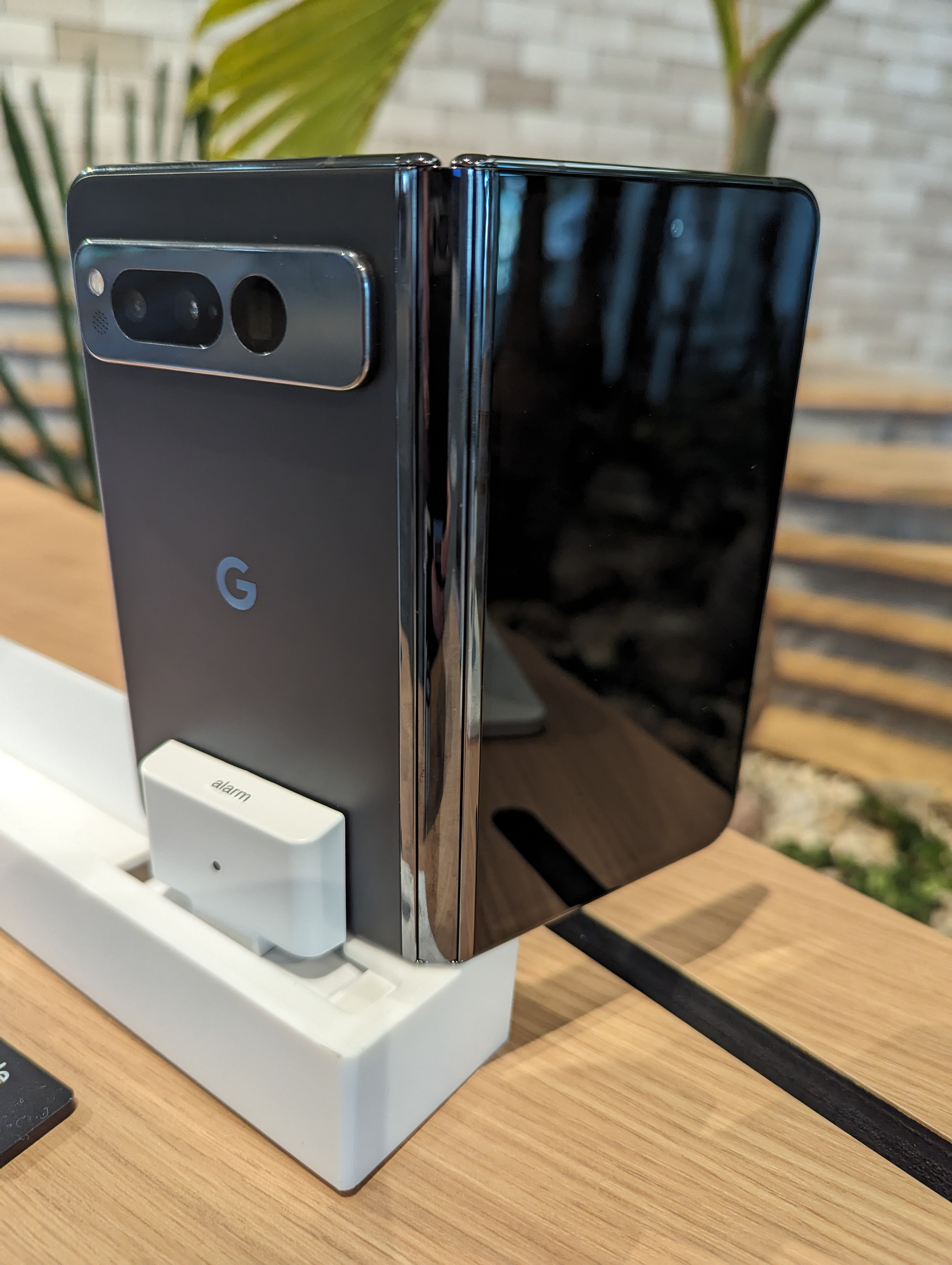
Pixel Fold

Le pixel Fold fait directement concurrence au smartphone pliable de Samsung.
Le Pixel Fold est disponible en deux couleurs : Porcelain et Obsidian et tourne sous Android 13.